# Snave (gmina Assens)
Snave – miasto w Danii, w regionie Dania Południowa, w gminie Assens.